# Теория деформированного рабочего государства
Теория деформированного рабочего государства — политическая теория о природе СССР и других официальных социалистических стран, согласно которой они являлись рабочими государствами, находящимися под властью бюрократии. Эта теория выступает как против теории социализма в отдельно взятой стране, утверждавшей, что СССР и страны «советского блока» являются социалистическими государствами, так и против различных критических по отношению к ним концепций — теорий государственного капитализма, бюрократического коллективизма, нового класса и других. По отношению к СССР изначально использовались термины переродившееся или выродившееся рабочее государство.
Вопрос о социальной природе советского государства вставал внутри Левой оппозиции уже в конце 1920-х годов, когда её члены были исключены из ВКП(б) и находились в ссылках. Позиция Льва Троцкого и его сторонников проходила разные этапы, оформлялась в течение 1920—1930-х годов и была наиболее полно сформулирована в 1936 году в книге «Преданная революция» с подзаголовком «Что такое СССР и куда он идёт». Также эти взгляды формулировались в ряде статей, выходивших в Бюллетене оппозиции в 1937—1940 годах. Разработкой теории деформированного рабочего государства также занимались Джеймс Патрик Кэннон, Пьер Франк, Эрнест Мандель, Тед Грант и другие.

## Общее описание концепции
Лев Троцкий считал, что установившийся в России после Октябрьской революции 1917 года режим пролетарской диктатуры заложил социалистический базис государства, национализировав средства производства. Однако в течение примерно 1923—1929 годов советская бюрократия, по мнению Троцкого, осуществила переворот, экспроприировав власть у правящего класса — пролетариата. Троцкий и его сторонники однако не перестали считать СССР рабочим государством — по их мнению, Советский Союз был бюрократически деформированным или переродившимся рабочим государством. Лев Троцкий рассматривает советскую бюрократию в качестве касты, но не нового класса.
В качестве одной из причин возникновения этой касты Троцкий в своей книге «Преданная революция» называет выделение «привилегированных групп, наиболее нужных для обороны, для промышленности, для техники и науки» в сложных условиях конца 1910-х — начала 1920-х годов — неразвитой промышленности, гражданской войны, давления капиталистических государств, отсутствия всякой помощи с Запада. При этом он отмечает, что «громадные экономические успехи последнего периода вели не к смягчению, а наоборот, к обострению неравенства, и вместе с тем - к дальнейшему росту бюрократизма, который ныне из „извращения“ превратился в систему управления».
Среди причин прихода к власти в партии и Советском Союзе бюрократии Троцкий видит гибель многих сознательных коммунистов в годы гражданской войны и отсутствие в массах навыков самоуправления. Кроме того: «Немалую роль в формировании бюрократии сыграла демобилизация миллионной Красной армии: победоносные командиры заняли ведущие посты в местных советах, в хозяйстве, в школьном деле, и настойчиво вводили всюду тот режим, который обеспечил успехи в гражданской войне. Так, со всех сторон массы отстранялись постепенно от фактического участия в руководстве страной».
В «Переходной программе», ставшей основным программным документом Четвертого интернационала в 1938 году, говорилось следующее: «Советский Союз вышел из октябрьской революции как рабочее государство. Огосударствление средств производства, необходимое условие социалистического развития, открыло возможность быстрого роста производительных сил. Аппарат рабочего государства подвергся тем временем полному перерождению, превратившись из орудия рабочего класса в орудие бюрократических насилий над рабочим классом и, чем дальше, тем больше, в орудие саботажа хозяйства. Бюрократизация отсталого и изолированного рабочего государства и превращение бюрократии во всесильную привилегированную касту является самым убедительным — не теоретическим, а практическим — опровержением социализма в отдельной стране».
По мнению Троцкого, пролетариат для того, чтобы вернуть себе власть и контроль над обобществленными средствами производства, должен осуществить политическую революцию, сохранив экономический базис советского государства. В противном случае победа и укрепление власти бюрократии, которая все более расширяет собственные привилегии и увеличивает социальное неравенство, приведет к реставрации капитализма. «Режим СССР заключает в себе … ужасающие противоречия. Но он продолжает оставаться режимом переродившегося рабочего государства. Таков социальный диагноз. Политический прогноз имеет альтернативный характер: либо бюрократия, все более становящаяся органом мировой буржуазии в рабочем государстве, опрокинет новые формы собственности и отбросит страну к капитализму, либо рабочий класс разгромит бюрократию и откроет выход к социализму», — говорилось в «Переходной программе».

## Социальная природа СССР
Как отмечалось, Лев Троцкий рассматривает советскую бюрократию в качестве специфичной касты, но не нового класса. В «Преданной революции» Троцкий описывает имеющееся в Советском Союзе социальное неравенство и большое количество привилегий у советской бюрократии. Тем не менее, он утверждает, что правящая в СССР бюрократия не обладает признаками класса: «Классы характеризуются своим местом в общественной системе хозяйства, прежде всего — своим отношением к средствам производства. В цивилизованных обществах отношения собственности закреплены в законах. Огосударствление земли, средств промышленного производства, транспорта и обмена, при монополии внешней торговли составляет основу советского общественного строя. Этими отношениями, заложенными пролетарской революцией, определяется для нас, в основном, природа СССР, как пролетарского государства».
По мнению Троцкого, бюрократия не имеет признаков правящего класса: «Попытка представить советскую бюрократию, как класс „государственных капиталистов“ заведомо не выдерживает критики. У бюрократии нет ни акций ни облигаций. Она вербуется, пополняется, обновляется в порядке административной иерархии, вне зависимости от каких-либо особых, ей присущих отношений собственности. Своих прав на эксплуатацию государственного аппарата отдельный чиновник не может передать по наследству. Бюрократия пользуется привилегиями в порядке злоупотребления». Именно поэтому, как считает Троцкий, бюрократия стремится к ликвидации завоеваний Октябрьской революции и реставрации капитализма — ей необходимо юридически закрепить свои права на собственность.
Именно поэтому он использует в качестве описания захвата бюрократией власти понятие «Советский термидор» по аналогии с событиями времен Великой французской революции. Термидорианский переворот, произошедший во Франции в июле 1794 года против радикальной части якобинцев привел к установлению власти умеренных групп Конвента. Однако переворот 1794 года, как и последовавший затем переворот 18 брюмера 1799 года, поставивший во главе Франции Наполеона Бонапарта, не привели к ликвидации буржуазного строя, установленного революцией, и к восстановлению феодальной собственности. В условиях социальной нестабильности и возможной феодальной контрреволюции, во имя сохранения прав частной собственности и других завоеваний Французской революции, правящий класс Франции, — буржуазия, — опиралась на непосредственную власть военной верхушки во главе с Наполеоном Бонапартом.
Используя эту аналогию, Троцкий считал, что установившийся в Советском Союзе режим является по своему характеру бонапартистским. То есть, правящий класс, — в данном случае пролетариат, — оказался отстранен от власти бюрократией. Хотя эта бюрократия имеет собственные привилегии и стремится в конечном счете к реставрации капитализма в СССР, пока поддерживает национализированные средства производства, монополию внешней торговли и другие завоевания Октябрьской революции, она выражает интересы правящего класса, хотя и отстраненного от власти, — пролетариата.

## Советский Союз в войне
В течение всех 1930-х годов Троцкий пишет об опасности грядущей мировой войны и необходимости поддержки СССР в ней. Ряд статей был написан им в 1937—1938 годах в рамках дискуссии в американской Социалистической рабочей партии. В будущей войне Троцкий выступает за «безусловную поддержку СССР» как рабочего государства, хоть и выродившегося. Это базируется на необходимости защиты социального базиса СССР, заложенного Октябрьской революцией.
В январе 1937 года Лев Троцкий писал: «Многие из моих бывших политических друзей в разных странах, возмущенные политикой сталинской бюрократии, приходили к выводу, что мы не можем брать на себя обязанность „безусловной защиты СССР“. На это я возражал, что нельзя отождествлять бюрократию и СССР. Новый социальный фундамент СССР необходимо безусловно защищать от империализма. Бонапартистская бюрократия будет низвергнута трудящимися массами лишь в том случае, если удастся оградить основы нового экономического режима СССР».
Вопрос о «защите СССР» оказывался для Троцкого связан с вопросом о «политической революции в СССР». Более того, в Переходной программе и ряде других документов того периода он описывает перспективу будущей войны, которая должна была завершиться мировой революцией и политической революцией в СССР.

## Развитие теории после войны
Распространение влияния СССР на страны Восточной Европы поставило перед Четвертым интернационалом необходимость анализа установившихся в них режимов. В 1951 году состоялся третий мировой конгресс интернационала, который пришел к определению установившихся в этих государствах режимов, как деформированных рабочих государств. Экономические преобразования в них, по мнению, членов Четвертого интернационала, носили социалистический характер. Одновременно в этих государствах изначально устанавливался бюрократический режим, подобный советскому.
Один из лидеров Четвертого интернационала Пьер Франк в своем докладе на конгрессе говорил: «Мы считаем, что государства буферной зоны [то есть восточноевропейские государства] не являются капиталистическими и, подобно СССР являются в основе своей, — то есть в сфере отношений собственности и производства, — рабочими государствами. Изменения, которые были сделаны в их экономиках, — расширение национализации и планирования во всех сферах экономики, — принципиально отличает их от капиталистических государств. Осуществленное в этих странах не является чисто количественным ростом национализации, как это произошло в некоторых капиталистических странах, но является качественным преобразованием в экономике. Это относится не только к тяжелой и легкой промышленности, которые были национализированы и включены в систему планирования, но и к банкам, всему транспорту и торговле, внешней и внутренней, оптовой и розничной торговле, в значительной степени, по крайней мере».
Большинство троцкистов в настоящее время относит к деформированным рабочим государствам Кубу, Китайскую Народную республику, Северную Корею и Вьетнам. Некоторые, — в частности, Свободная социалистическая партия (США), — считают, что КНР в настоящее время находится на пути реставрации капитализма, другие - что он там уже реставрирован, и даже, возможно, раньше, чем в бывшем СССР.

## Критика теории и дискуссии

### Дискуссия в СРП (США) в 1939—1940 годах
Как уже отмечалось, к 1937—1938 годам относятся статьи Льва Троцкого, в которых он говорит о перспективах СССР в надвигавшейся мировой войне. Именно вокруг этой темы и разворачивается дискуссия, преимущественно в американской Социалистической рабочей партии, между Троцким и его сторонниками, с одной стороны, и Максом Шехтманом, Мартином Эйберном и Джеймсом Бернхемом, с другой. Критика подхода Троцкого к природе СССР развивалась в американской секции Международной левой оппозиции с середины 1930-х годов. В течение 1939—1940 годов в журнале «New International» был опубликован ряд статей: «Интеллектуалы отступают» (январь 1939, авторы — Бернхем, Шахтман), «Критика в американской партии. — Открытое письмо в ответ т. Троцкому» (март 1940, автор — Шахтман) и «Советский Союз и мировая война» (апрель 1940 года, автор — Шахтман).
В статье «Советский Союз и мировая война» Макс Шахтман утверждал, что СССР в будущей мировой войне выступит в качестве «неотъемлемой части одного из империалистических лагерей». Если более конкретно, то оси Рим — Берлин. В статье Шахтман писал: «Сталинская машина — это рабочая аристократия, развившаяся в высшей степени до новой и неслыханной власти. Естественно, её амбиции, надежды, аппетиты ограничиваются, но не просто экономической базой, на которой она находится, но, прежде всего, её подчиненным положением в мировой политике и экономике. Этот „агент империализма“ имеет свои собственные империалистические цели и амбиции. Эти цели не имеют тех же корней, что и британский империализм, но они существуют. Сталинская бюрократия не отворачивается от приобретения нефтяных скважин Западной Украины, медных и никелевых рудников в Финляндии, запасов продовольствия, … квалифицированных и полуквалифицированных рабочих на оккупированных территориях, и — это отнюдь не менее важно, — более широких основ для расширения своей бюрократической власти…».
Таким образом советская бюрократия рассматривалась тогда Шехтманом в качестве империалиста, но второго порядка. Те же соображения относятся к вопросу о национализированной собственности, которая, как пишет Шехтман, критикуя Троцкого, «не является прогрессивной сама по себе».
Тогда ещё Шехтман, Бернхем и Аберн не придерживались ещё какой-то целостной теории в отношении социального характера СССР. Более законченные взгляды на природу Советского государства предлагал Бруно Рицци, выпустивший в 1939 году книгу «Бюрократизация мира». Именно он предложил впервые термин «бюрократический коллективизм». В дальнейшем Шехтман, Бернхем и Аберн пришли к подобным взглядам.